# Лапош (Бакеу)
Лапош (рум. Lapoș) — село у повіті Бакеу в Румунії. Адміністративно підпорядковане місту Дерменешть.
Село розташоване на відстані 218 км на північ від Бухареста, 41 км на південний захід від Бакеу, 121 км на південний захід від Ясс, 104 км на північний схід від Брашова.

## Населення
За даними перепису населення 2002 року у селі проживала 1051 особа, усі — румуни. Усі жителі села рідною мовою назвали румунську.